# Hanne-Lore Kuhse
Hanne-Lore Kuhse (* 28. März 1925 in Schwaan; † 10. Dezember 1999 in Berlin) war eine deutsche Opernsängerin (Sopran).

## Leben und Wirken

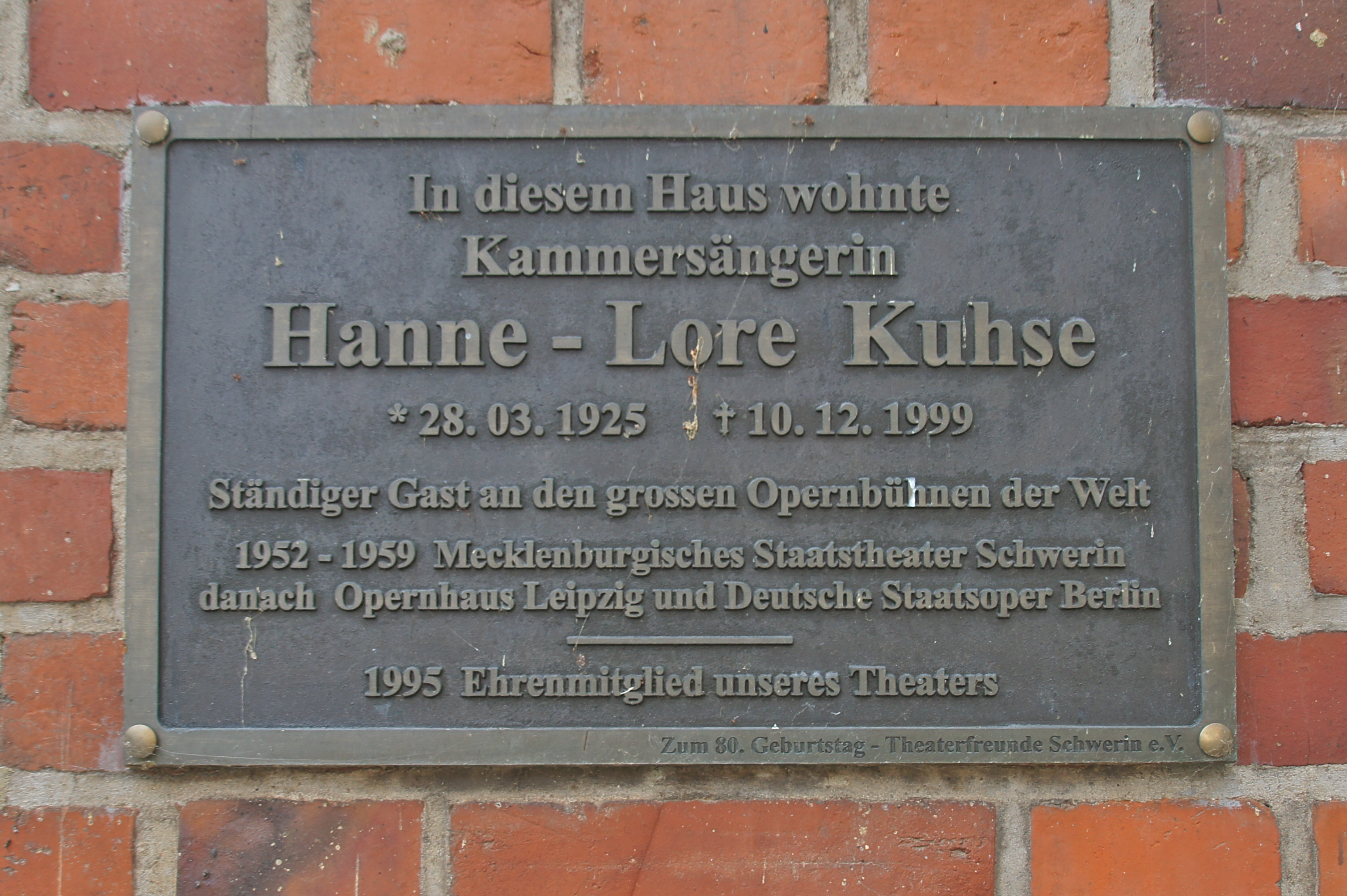
Erinnerungstafel an dem Haus in Schwerin, in dem die Sängerin gelebt hat

Hanne-Lore Kuhse begann 1941 ihr Gesangsstudium in Rostock, zuerst privat bei Charlotte Menzel, die zehn Jahre ihre Lehrerin blieb. Später setzte sie ihre Ausbildung am Konservatorium Rostock und am Stern’schen Konservatorium in Berlin fort.
1951 debütierte sie am Theater Gera als Leonore in Fidelio von Ludwig van Beethoven. Von 1952 bis 1959 war sie Mitglied des Staatstheaters Schwerin. 1959 wechselte sie an das Opernhaus Leipzig, 1963 wurde sie an die Berliner Staatsoper engagiert. Gastspiele führten Hanne-Lore Kuhse unter anderem nach Budapest, Bukarest, Hamburg, London, Moskau, Nizza, Paris, Prag, Sofia und in die Vereinigten Staaten. Dort sang sie beim Tanglewood-Sommerfestival.
1973 erhielt sie eine Gastprofessur an der Musikhochschule Weimar. 1974 erfolgte ihre Berufung als Professorin an die Musikhochschule Berlin. Zu ihren Schülern gehören die Mezzosopranistin Annette Markert und der Bariton Erwin Noack.

## Repertoire
Sie sang nahezu alle Partien im dramatischen Sopranfach: Donna Anna in Don Giovanni von Wolfgang Amadeus Mozart, Leonore in Fidelio, Amelia in Un ballo in maschera und Lady Macbeth von Giuseppe Verdi, die Titelrolle in Tosca von Giacomo Puccini, Senta in Der Fliegende Holländer, Venus in Tannhäuser und die Brünnhilde in Der Ring des Nibelungen. Als Höhepunkt ihrer künstlerischen Tätigkeit als Sängerin galt ihre Verkörperung der Isolde in Wagners Tristan und Isolde. Im Bereich der Moderne übernahm sie die Marie in der Oper Wozzeck von Alban Berg.
Das durch Rundfunkaufnahmen, Live-Mitschnitte und Schallplatten überlieferte musikalische Werk von Hanne-Lore Kuhse wurde in den letzten Jahren teilweise auch auf CD wiederveröffentlicht. Sie zeigen, dass sie einen lyrischen Sopran hatte, allerdings mit erstaunlichem dramatischem Potential.

## Theater
- 1964: Giuseppe Verdi: Lady Macbeth (Lady Macbeth) – Regie: Erich-Alexander Winds (Deutsche Staatsoper Berlin)

## Erinnerung
Hanne-Lore Kuhse war Ehrenbürgerin von Schwaan, wo sie auch begraben ist. Ihr Grab ist erhalten.